# Ross Moriarty
Connall Ross Moriarty (Santa Helena, 18 de abril de 1994) es un jugador británico de rugby que se desempeña como octavo y juega en los Dragons del euro–sudafricano Pro14. Es internacional con los Dragones rojos desde 2015, hijo de Paul Moriarty y sobrino de Richard Moriarty, ambos también jugadores de rugby.

## Selección nacional
Warren Gatland lo convocó a los Dragones rojos para disputar los test matches de mitad de año 2015 y debutó contra el XV del Trébol, siendo titular y jugando como ala; recibió una tarjeta amarilla por un tackle alto contra Simon Zebo. En total lleva 36 partidos jugados y 10 puntos marcados, producto de dos tries.

### Participaciones en Copas del Mundo
Gatland lo seleccionó para participar de Inglaterra 2015 donde fue reserva; por detrás del titular Taulupe Faletau y el suplente James King, Gales fue eliminada por los Springboks en cuartos. Está en Japón 2019 ya como titular indiscutido.
| Mundial                       | Sede       | Resultado        | PJ | Tries |
| ----------------------------- | ---------- | ---------------- | -- | ----- |
| Copa Mundial de Rugby de 2015 | Inglaterra | Cuartos de final | 2  | 0     |
| Copa Mundial de Rugby de 2019 | Japón      | Disputando       | 2  | 0     |

## Palmarés y distinciones notables
- Campeón del Torneo de las Seis Naciones de 2019.
- Campeón de la Copa Desafío Europeo de 2014–15.
- Seleccionado por los British and Irish Lions para la gira de 2017 en Nueva Zelanda[3]